# Sado (Benin)
Sado  ist ein Arrondissement im Departement Ouémé im westafrikanischen Staat Benin. Es ist eine Verwaltungseinheit, die der Gerichtsbarkeit der Kommune Avrankou untersteht.

## Demografie und Verwaltung
Gemäß der Volkszählung 2013 des beninischen Statistikamtes INSAE hatte das Arrondissement 7277 Einwohner, davon waren 3483 männlich und 3794 weiblich.
Von den 59 Dörfern und Quartieren der Kommune Avrankou entfallen sechs auf Sado:
1. Danmè-Tovihoudji
2. Katé-Kliko
3. Kotan
4. Sado
5. Vagnon
6. Wamon